# بهار خاموش

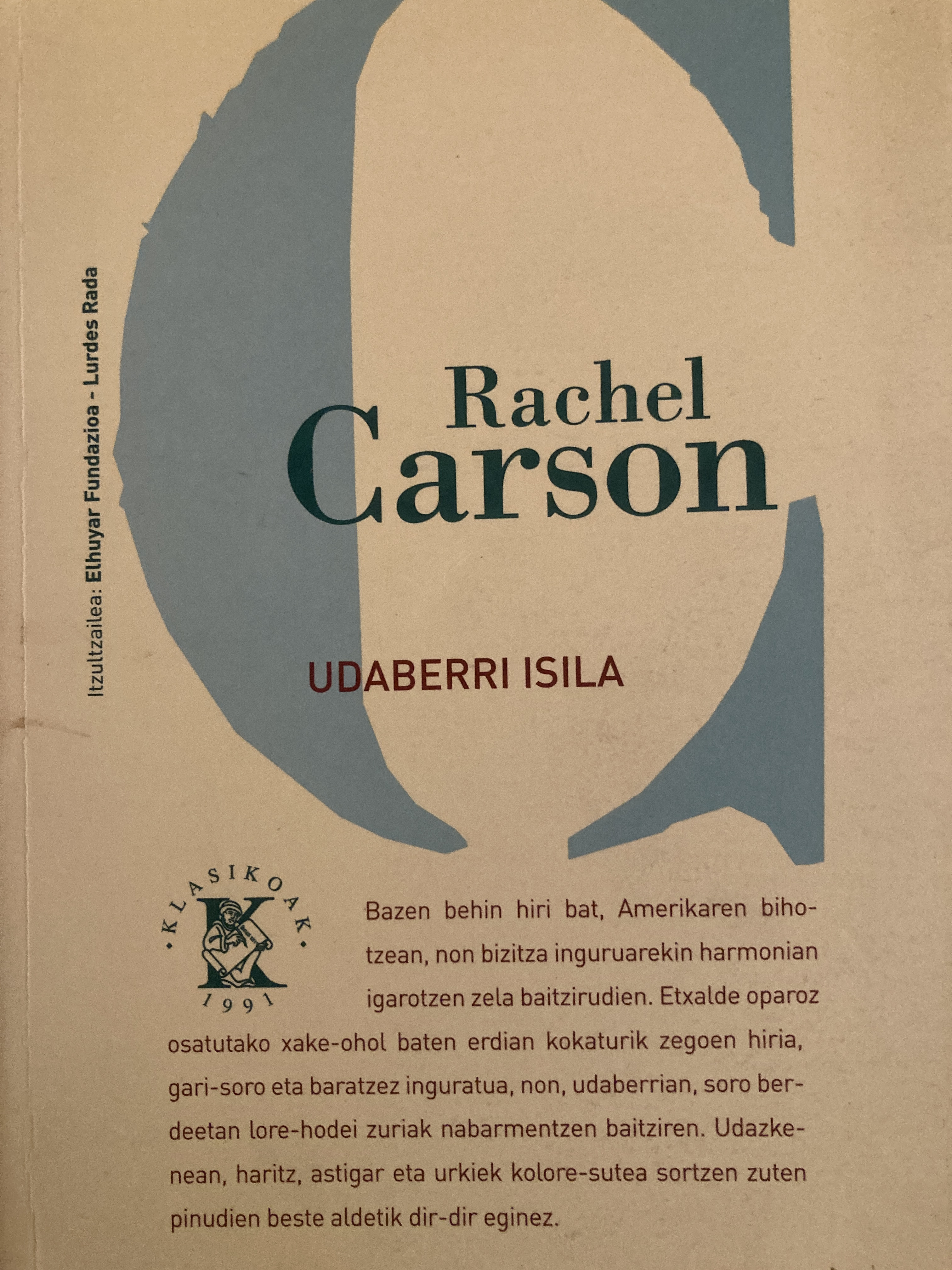
جلد کتاب بهار خاموش، چاپ اول

بهار خاموش (به انگلیسی: Silent Spring) کتابی‌ست که زیست‌شناس آمریکایی، راشل کارسون آن را نوشت و نخستین بار در سپتامبر ۱۹۶۲ در ایالات متحده آمریکا منتشر شد.
این کتاب به راه اندازی جنبش محیط زیستی در سراسر جهان و به‌ویژه جهان غرب کمک کرد. وقتی که بهار خاموش منتشر شد، راشل کارسون برای نوشته‌هایش در تاریخ طبیعی، شناخته شده بود اما هنوز خود را به عنوان ناقد اجتماعی نشناسانده بود.
این کتاب یک موفقیت به حساب می‌آید و سبب آگاهی مردم جهان از مسائل عمومی مرتبط با سموم دفع آفات و آلودگی محیط زیست شد. بهار خاموش کاربردی اساسی در ممنوعیت سم د.د.ت در ایالات متحده در سال ۱۹۷۲ داشته است.
این اثر توسط انتشارات جهاد دانشگاهی مشهد و با تلاش عبدالحسین وهاب زاده و همکاران به فارسی ترجمه شده است.

## مخالفت‌ها
بهار خاموش در سال ۱۹۶۲ جنبشی زیست‌محیطی را پدیدآورد که موجب بازنگری اساسی در جایگاه علم در زندگی انسان شد. کارسون در این کتاب، به‌کارگیری زیاد آفت‌کش‌ها و دیگر مواد شیمیایی مصنوعی برای تولید غذا را یک خطر جدی برای بشر و نهایتاً بقای همهٔ جانداران زمین دانسته است. همین مسئله سبب شد که صنایع شیمیایی و وزارت کشاورزی آمریکا، دست‌دردست هم، تهاجمی گسترده را علیه او سازمان بدهند به نحوی که نزدیک به ۲۵۰٬۰۰۰ دلار برای بی‌اعتبار کردن تحقیقات او در این کتاب و خراب کردن شخصیت او هزینه کردند و جنسیت او را به عامل مهمی در مبارزات خود علیه کتاب تبدیل کردند و او را «پیردختری عصبی و احساساتی» نامیدند که «از گربه‌ها نگهداری می‌کند» و «از علم ژنتیک حالش به هم می‌خورد».

## برای مطالعه
- (انگلیسی) Carson, Rachel. Silent Spring (Boston: Houghton Mifflin, 1962), Mariner Books, 2002, ISBN 0-618-24906-0
  - Silent Spring apparut à l'origine comme une série en trois parties dans les numéros du magazine نیویورکر des 16 juin, 23 juin et 30 juin 1962
- (انگلیسی) Graham, Frank. Since Silent Spring (Boston: Houghton Mifflin, 1970), Fawcett 1976 reprint: ISBN 0-449-23141-0
- (انگلیسی) Silent Spring Revisited, انجمن شیمی آمریکا، 1986: شابک ‎۰−۳۱۷−۵۹۷۹۸−۱, 1987: شابک ‎۰−۸۴۱۲−۰۹۸۱−۲
- (انگلیسی) Litmans, Brian and Jeff Miller, Silent Spring Revisited: Pesticide Use And Endangered Species, Diane Publishing Co. , 2004, ISBN 0-7567-4439-3 (67 p.)
- (انگلیسی) Lear, Linda. Rachel Carson: Witness for Nature. New York: Henry Holt and Company, 1997, Owl Books paperback 1998: ISBN 0-8050-3428-5
- (انگلیسی) Murphy, Priscilla Coit, What A Book Can Do: The Publication and Reception of Silent Spring, University of Massachusetts Press, 2005, ISBN 1-55849-476-6
- (انگلیسی) United States Environmental Protection Agency "What is DDT?" Consulté le 26 avril 2006
- (انگلیسی) 'DDT Chemical Backgrounder', National Safety Council Consulté le 30 mai 2005
- (انگلیسی) Report on Carcinogens, Fifth Edition; U.S. Department of Health and Human Services, Public Health Service, National Toxicology Program (۱۹۹۹).